# Challenger de Charleston 2024
El Fifth Third Charleston 125 2024 fue un torneo de tenis perteneció a la WTA 125K serie 2024 en la categoría WTA 125s. El torneo tendrá lugar en la ciudad de Charleston (Estados Unidos), desde el 11 de marzo hasta el 16 de marzo de 2024 sobre pista dura al aire libre.

## Cabezas de serie

### Individuales femenino
| Tenista                | Ranking | Preclasificada |
| Clara Burel            | 47      | 1              |
| Arantxa Rus            | 48      | 2              |
| Martina Trevisan       | 59      | 3              |
| Elisabetta Cocciaretto | 60      | 4              |
| Lin Zhu                | 62      | 5              |
| Yafan Wang             | 66      | 6              |
| Diana Shnaider         | 74      | 7              |
| Tamara Korpatsch       | 76      | 8              |
| Nao Hibino             | 80      | 9              |

- Ranking del 4 de marzo de 2024.

### Dobles femenino
| Tenista                            | Ranking | Preclasificada |
| Irina Khromacheva Monica Niculescu | 99      | 1              |
| Nadiia Kichenok Fang-hsien Wu      | 112     | 2              |
| Anna Danilina Shuai Zhang          | 112     | 3              |
| Sara Errani Tereza Mihalíková      | 120     | 4              |

## Campeonas

### Individuales femeninos
Elisabetta Cocciaretto venció a  Diana Shnaider por 6–3, 6–2

### Dobles femenino
Olivia Gadecki /  Olivia Nicholls vencieron a  Sara Errani /  Tereza Mihalíková por 6–2, 6–1